# Дурасов, Пётр Фёдорович
Пётр Фёдорович Дурасов (1835 — 1894 или 1904) — офицер Кавалергардского полка, шталмейстер Высочайшего двора.

## Биография
Происходил из дворян Санкт-Петербургской губернии Дурасовых — сын сенатора Фёдора Алексеевича Дурасова. Родился 16 (28) октября 1835 года.
Воспитывался в Пажеском корпусе, откуда в 1853 году из камер-пажей выпущен был в корнеты Кавалергардского полка. В 1857 году был произведён поручиком, в 1859 году — штабс-ротмистром, в 1861 году — ротмистром. В 1862 году был утверждён кандидатом на должность мирового посредника по Бугурусланскому уезду. В 1865 году был произведён в полковники. С 18 августа 1865 года был назначен для особых поручений к Санкт-Петербургскому генерал-губернатору, а по упразднении генерал-губернаторства 17 июля 1866 года был отчислен по гвардейской кавалерии.
В 1867 году был пожалован в церемониймейстеры. В 1870—1873 годах состоял почётным герольдом при ордене Св. Андрея Первозванного. В 1872 году был произведён в действительные статские советники. В 1876 году был назначен почётным секретарём при ордене Св. Андрея. В следующем году был назначен церемониймейстером при ордене Св. Анны, а в 1884 году — пожалован в шталмейстеры. С 6 мая 1884 года — тайный советник. Имел ордена: Белого Орла (1888), Св. Владимира 2-й ст. (1883), Св. Анны 1-й ст. (1880), Св. Станислава 1-й ст. (1877), Св. Владимира 3-й ст. (1874).
С 1876 года был членом Попечительского совета заведений общественного призрения в Санкт-Петербурге. В 1887 году был избран членом Совета Государственных кредитных установлений.
С 1858 по 1887 год неоднократно избирался депутатом дворянства и кандидатом уездного предводителя дворянства по Царскосельскому уезду. Кроме того, несколько трёхлетий состоял земским гласным, почётным мировым судьёй в Бугурусланском и Царскосельском уездах, а также председателем Царскосельского мирового съезда (1874—1891). Владел 35000 десятин земли в шести губерниях (в том числе Самарской и Киевской), пятью суконными фабриками, винокуренным и конным заводами, а также двумя домами в Царском Селе.
Скончался 7 (20) декабря 1904 года (по другим сведениям в 1894 году). Был погребён в Голицынской церкви во имя архистратига Михаила Сергиевой Приморской пустыни.
По отзыву современников, «отличительные черты характера П. Ф. были: широкий взгляд на жизнь, доброта, радушие, гостеприимство, желание помочь всем, высокое чувство чести и любовь безграничная к семье, вообще в нём соединялись достоинства и симпатичные недостатки настоящего русского барина».

## Семья
Был женат дважды.
Первая жена — дочь гвардии поручика Варвара Павловна Кроткова. Их сыновья:
- Сергей (1867—1919[6]), полковник лейб-гвардии Гусарского Его Величества полка.
- Николай (1870—?), воспитанник Николаевского кадетского корпуса, поручик лейб-гвардии Гусарского полка. Помещик Киевской губернии.

Вторая жена — дочь гвардии полковника Александра Федоровна Ермолаева, имевшая 9000 десятин в Симбирской губернии. У них дочь:
- Александра (1873—?).